# Anders Morgenthaler
Pour les articles homonymes, voir Morgenthaler.
Anders Morgenthaler est un réalisateur, scénariste et acteur danois, né le 5 décembre 1972 à Copenhague.

## Filmographie

### Comme réalisateur
- 2001 : Stig Römer Live (série télévisée)
- 2002 : Tyr
- 2003 : Araki: The Killing of a Japanese Photographer
- 2005 : Wulffmorgenthaler (série télévisée)
- 2006 : Princesse (Princess)
- 2007 : Echo
- 2012 : The ABCs of Death (un segment : K is for Klutz)
- 2014 : Un enfant dans la tête (I Am Here)